# Ida Tarbell
Ida Tarbell Minerva (Amity Township, 5 de novembro de 1857 — Bridgeport, 6 de janeiro de 1944) foi uma escritora, professora e jornalista norte-americana.
Foi uma das jornalistas mais importantes do final do século XIX e do começo do século XX, sendo uma pioneira do jornalismo investigativo. Nascida na Pensilvânia no início do boom do petróleo, Tarbell é mais conhecida por seu livro de 1904, The History of the Standard Oil Company. O livro foi, originalmente, publicado em uma série de artigos na McClure's Magazine, entre 1902 e 1904, sendo considerado uma "obra-prima do jornalismo investigativo" pelo historiador J. North Conway, e o "livro mais influente sobre negócios já publicado nos Estados Unidos" pelo historiador Daniel Yergin. O livro contribuiu para a o fim do monopólio da Standard Oil e auxiliou a acelerar a assinatura da Lei Hepburn, de 1906, a Lei Mann–Elkins, a criação da Federal Trade Commission, em 1914 e a assinatura da Lei Antitruste de 1914.
Tarbell também escreveu várias biografias ao longo da carreira de 64 anos. Escreveu biografias sobre Madame Roland e Napoleão. Tarbell acreditava que "a verdade e as motivações de seres humanos poderosos podiam ser descobertas". Essa verdade, ela se convenceu, poderia ser transmitida de uma forma a "precipitar uma mudança social significativa". Escreveu diversos livros e trabalhos sobre Abraham Lincoln, incluindo aqueles que focavam em seus primeiros anos e começo de carreira. Após o escândalo da Standard Oil e o estudo da personalidade de John D. Rockefeller, ela escreveu as biografias de empresários como Elbert Henry Gary, dono da U.S. Steel, e de Owen D. Young, presidente da General Electric.
Era também uma professora e palestrante talentosa, conhecida por trabalhar com temas complexos relacionados à indústria do petróleo, como questões trabalhistas, impostos e tratando do assunto de maneira simples e direta em artigos informativos, publicado em revistas como a McClure’s e The American Magazine. Vários de seus livros se tornaram populares entre os leitores. Após uma carreira de sucesso como escritora e editora na McClure’s, tanto ela quanto vários editoras saíram da revista para comprar e publicar a The American Magazine. Tarbell viajou por todo o país dando palestras em vários assuntos que iam desde as consequências das guerras, paz mundial, política norte-americana, práticas trabalhistas e assuntos relacionados aos direitos das mulheres.
Tarbell trabalhou em várias organizações profissionais, inclusive de escrita e literatura, tendo trabalhado em dois comitês presidenciais. Durante a Primeira Guerra Mundial, trabalhou no Comitê Feminino do Conselho de Segurança Nacional do presidente Woodrow Wilson. Com o fim da guerra, trabalhou com o presidente Warren G. Harding na Conferência sobre Desemprego de 1921.
Ida Tarbell nunca se casou e é comumente considerada uma feminista devido às suas ações e discursos, ainda que ela tenha sido crítica do movimento do sufrágio universal.

## Biografia
Ida Minerva Tarbell nasceu em uma fazenda no condado de Erie, na Pensilvânia, em 5 de novembro de 1857. Era filha de Esther Ann McCullough, uma professora, e de Franklin Summer Tarbell, professor, marceneiro e depois petroleiro. Tarbell nasceu na cabana de seu avô materno, Walter Raleigh McCullough, pioneiro escocês. Segundo Tarbell, sua avó lhe dissera uma vez que eles eram descendentes de Sir Walter Raleigh, membro da comitiva de George Washington e primeiro bispo episcopal norte-americano. Tarbell tinha três irmãos mais novos: Walter, Franklin Jr., e Sarah. Franklin, Jr. Franklin Jr. morreu de escarlatina ainda muito jovem e Sarah, também tendo contraído a doença, ficou com a saúde fragilizada para o resto da vida. Walter se tornaria petroleiro, como o pai, e Sarah se tornaria pintora.
Os primeiros anos de vida de Ida Tarbell nos campos de petróleo da Pensilvânia tiveram um grande impacto quando ela escreveu mais tarde sobre a Standard Oil Company e sobre as práticas trabalhistas. A Crise de 1857 impactou muito a família Tarbell quando os bancos faliram e eles perderam todas as economias. Franklin precisou deixar a casa da família em Iowa, onde moravam na época, e retornou para a Pensilvânia. Sem dinheiro, ele teve que cruzar Illinois, Indiana e Ohio na jornada, tendo que dar aulas em escolas rurais para levantar algum dinheiro.

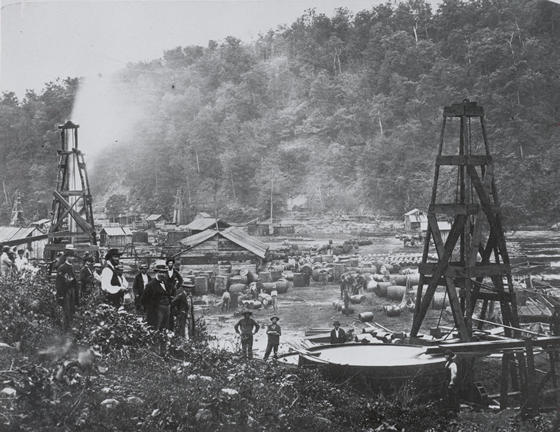
A Pennsylvania oil field in 1862

A familia enriqueceria novamente quando a corrida do petróleo na Pensilvânia começou em 1859. Os Tarbell moravam na região oeste do estado onde vários campos de petróleo foram instlaados, o que mudou drasticamente a economia local. Petróleo, segundo ela mesma escreveria em sua autobiografia, "abriu caminho para trapaceiros, vigaristas e exploradores do vício em todas as formas conhecidas". Seu pai usou seu negócio pela primeira vez para construir tanques de madeira para armazenamento de petróleo que estava em toda parte, em poços, na areia e em poças no chão. Tarbell escreeria:
| “ | Nenhuma indústria do homem em seus primeiros dias foi mais destrutiva da beleza, da ordem e da decência do que a produção de petróleo. | ” |

Em 1860, a família se mudou para Rouseville, na Pensilvânia. Vários incidentes aconteceriam nessa cidade e que impactariam a vida de Tarbell para sempre. O fundador da cidade e vizinho da família, Henry Rouse, estava perfurando petróleo quando uma chama atingiu o gás natural vindo de uma bomba. Rouse sobreviveu por algumas horas, o que lhe deu tempo o suficiente para escrever um testamento e deixar sua propriedade milionária para outros colonos construírem estradas. No total, 18 homens morreram nas escavações de poços de petróleo e a mãe de Tarbell, Esther, cuidava das vítimas de queimaduras em sua casa. Em outro acidente, uma mulher morreu em uma explosão em sua cozinha. Tarbell não teve permissão para ver os corpos, mas ela conseguiu entrar no cômodo onde o corpo da mulher esperava o sepultamento, o que lhe renderia pesadelos para o resto da vida.
Assim que o boom do petróleo em Rouseville acabou em 1869, a família se mudou novamente, desta vez para Titusville, também na Pensilvânia, onde seu pai construiu uma casa na Main Street, número 324, usando parte do material demolido de um hotel em Pithole City, uma cidade fantasma na Pensilvânia.
Seu pai se tornaria produdor e refinador de petróleo no Condado de Venango. Seus negócios, bem como os de muitos outros pequenos empresários, foram grandemente impactados pelo esquema da South Improvement Company (cerca de 1872) entre as ferrovias e interesses petrolíferos, onde em menos de quatro meses a Standard Oil absorveu 22 de seus 26 concorrentes de Cleveland, no que se tornaria mais tarde chamado de "O massacre de Cleveland".
Mais tarde, Tarbell se lembraria vividamente desse evento em seus escritos, nos quais ela acusava os líderes da Standard Oil Company de usar táticas injustas para tirar seu pai e muitas pequenas empresas de petróleo do mercado. A South Improvement Company secretamente trabalhou com as ferrovias para aumentar as taxas de embarque de petróleo para petroleiros independentes. Os membros da South Improvement Company receberam descontos e abatimentos para compensar as taxas e expulsar os independentes do mercado. Franklin Tarbell participou contra a South Improvement Company por meio de marchas e tombamento de petroleiros da ferrovia Standard Oil. O governo da Pensilvânia finalmente decidiu dissolver a South Improvement Company.
Os Tarbells eram socialmente ativos, entretendo proibicionistas e sufragistas femininas. Por serem assinantes de grandes revistas da época, Tarbell podia acopmanhar os eventos da Guerra de Secessão. Ela também lia escondido o tabloide National Police Gazette. Sua família era metodista e eles iam à igreja duas vezes por semana. Esther Tarbell apoiava os direitos das mulheres e chegou a receber em sua casa Mary Livermore e Frances Willard.

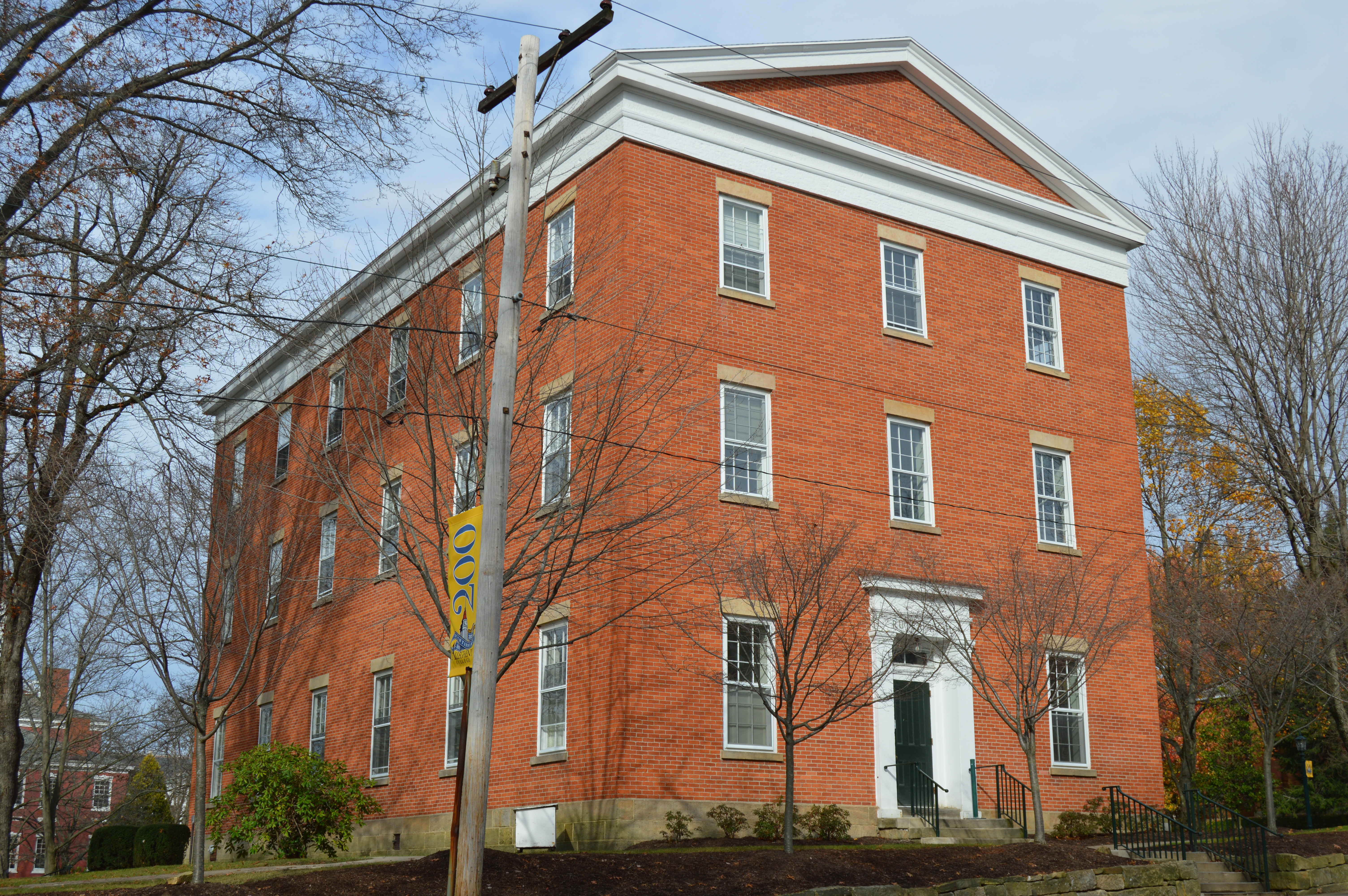
Ruter Hall, Allegheny College

Ida Tarbell era inteligente, mas também indisciplinada em sala de aula. De acordo com relatos da própria Tarbell, ela prestava pouca atenção nas aulas e costumava faltar com frequência, gerando reclamações da professora. Suas aulas preferedias eram de ciências, o que a levou a começar a estudar o interior da Pensilvânia, comparando-o com o que aprendia na escola.
| “ | Aqui estava eu, do nada, em um lugar que significava algo para mim. Desde criança, plantas, insetos, pedras eram o que eu via quando ia para o exterior, o que trazia para casa para prensar, para colocar em frascos, para encher a casa com ele... Nunca tinha percebido que eram objetos de estudo... A escola de repente tornou-se empolgante. | ” |

Tarbell se formou como a primeira da classe no ensino médio, em Titusville, e ingressou no curso de biologia do Allegheny College, em 1876, onde era a única mulher em uma classe com 41 estudantes. Tarbell tinha interesse principalmente em biologia evolutiva. Na sua casa de infância, ela passou muitas horas com um microscópio: 
| “ | A busca pela verdade nasceu em mim ... a mais essencial das buscas do homem. | ” |

Um dos professores de Tarbell, Jeremiah Tingley, permitiu que ela usasse o microscópio da faculdade para estudar e Tarbell o usou para estudar o Necturus maculosus, um anfíbio de 30 centímetros de comprimento dotado de guelras e pulmão e que se pensava ser um elo perdido. Ainda estudante em Allegheny, Tarbel mostrou características de liderança, tendo sido membro fundador da irmandade local e membro da sororidade Kappa Alpha Theta, em 1876. Ela foi membro da sociedade literária feminina do campus, a Ossoli Society, em homenagem à escritora Margaret Fuller, e escreveu para a revista da sociedade, the Mosaic.
Tarbell se formou em 1880, com um mestrado em 1883. Mais tarde, ela trabalhou na universidade, atuadno no conselho de curadores para o qual fora eleita em 1912. Foi a segunda mulher a servir como curadora, posto que manteve por mais de 30 anos.

## Carreira

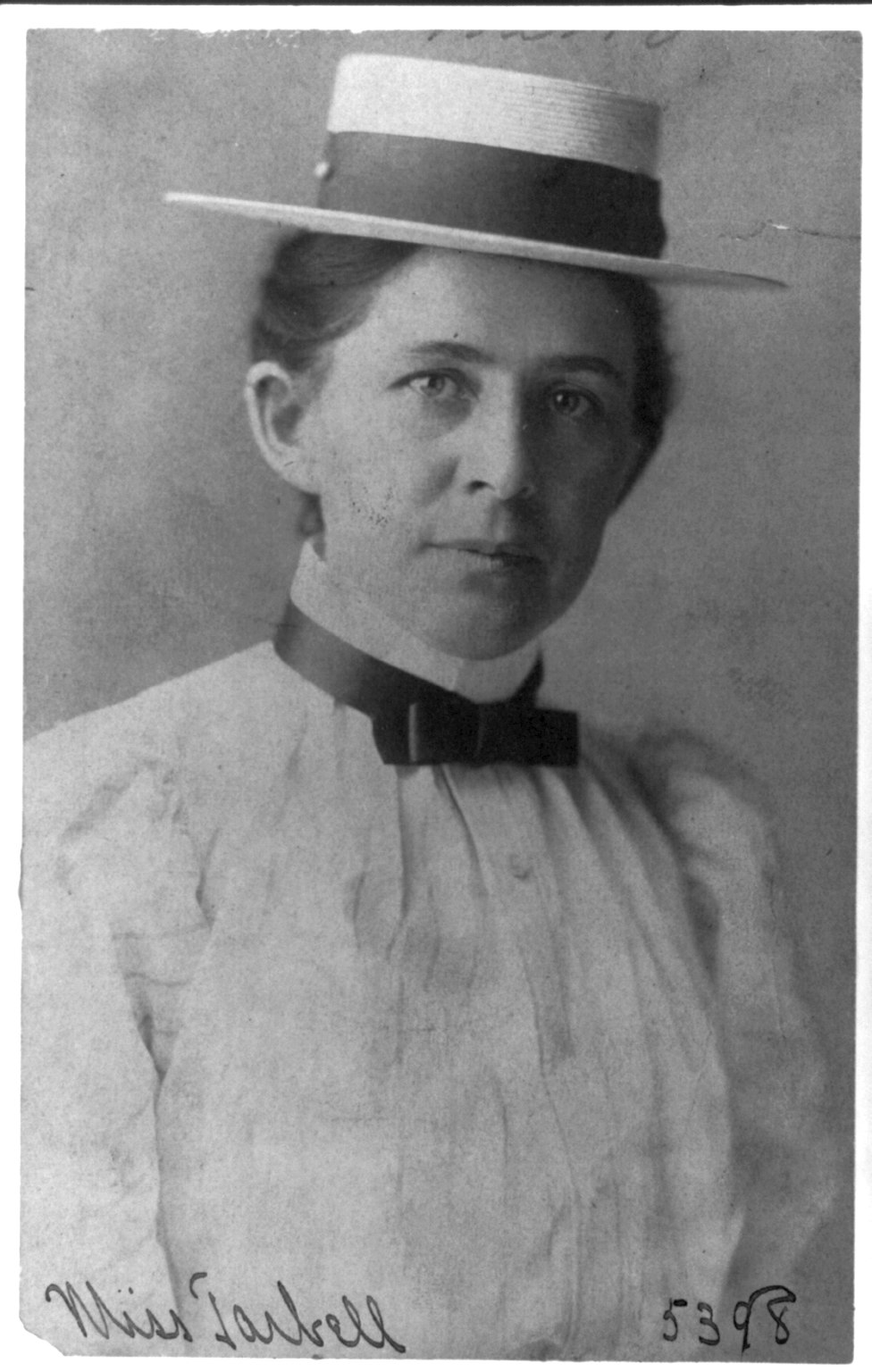
Ida Minerva Tarbell, 1890

Assim que se formou, Tarbell sabia que queria contribuir com a sociedade de alguma maneira, ainda que não soubesse como. Assim, se tornou professora. ela foi diretora do Poland Seminary, hoje uma escola de ensino médio, em Poland em agosto de 1880. A escola também oferecia formação para os professores locais. Tarbell lecionava geologia, botânica, geometria e trigonometria, além de grego, latim, francês e alemão. Depois de dois anos lecionando, Tarbell desistiu da sala de aula e voltou para casa. Estava exausta da carga de trabalho e dos baixos salários, o que a fazia pegar empréstimos com parentes sempre que necessário.
Tarbell voltou para a Pensilvânia, onde conheceu Theodore L. Flood, editor do The Chautauquan, um suplemento de ensino para cursos em casa em Chautauqua, Nova York. A família de Tarbell estava familiarizada com o movimento que encorajava a educação de adultos e o estudo autônomo. Tarbell aceitou rapidamente a oferta de Flood de escrever para a publicação. Inicialmente, Tarbell trabalhva duas semanas na sede em Meadville, Pensilvânia, e depois trabalhva duas semanas em casa. Isso permitiu que ela continuasse seus próprios estudos em casa usando microscópios. Em 1886, ela se tornou editora administrativa e suas funções incluíam revisar, responder às perguntas dos leitores, fornecer a pronúncia correta de certas palavras, traduzir frases estrangeiras, identificar personagens e definir palavras.
Tarbell começou a escrever artigos breves para a revista e depois trabalhou em artigos mais longos à medida que estabelecia seu estilo de escrita e sua voz. Seu primeiro artigo foi "The Arts and Industries of Cincinnati", publicado em dezembro de 1886. De acordo com Steve Weinberg, foi neste artigo que Tarbell estabeleceu um estilo que duraria por toda sua carreira: 
| “ | Tarbell imbuiria seus artigos, ensaios e livros de um conteúdo moral, baseado em sua retidão inabalável. Retidão esta que, embora às vezes sugerisse inflexibilidade, impulsionava seus instintos para uma mudança, um elemento vital em seu futuro confronto com Rockefeller. | ” |

Tarbell escreveu dois artigos que expuseram suas visões conflitantes sobre os papéis das mulheres que a seguiriam ao longo de sua vida. O artigo de Tarbell, "Mulheres como inventoras", foi publicado na edição de março de 1887 da The Chautauquan. Quando um artigo escrito por Mary Lowe Dickinson afirmou que o número de mulheres proprietárias de patentes era de cerca de 300 - e que as mulheres nunca se tornariam inventoras de sucesso - a curiosidade de Tarbell foi despertada e ela começou sua própria pesquisa.
Assim, ela viajou até o Escritório de Patentes, em Washington, D.C. e se encontrou com o chefe do departamento, R. C. McGill. McGill elaborou uma lista de cerca de 2.000 mulheres inventoras. Tarbell então escreveu:
| “ | Três coisas que vale a pena conhecer e acreditar: que as mulheres inventaram um grande número de artigos úteis; que essas patentes não se limitam a dispositivos de 'roupas e cozinha', como afirma a mente masculina cética; que a invenção é um campo em que a mulher tem grandes possibilidades. | ” |

Tarbell mais tarde escreveria outro artigo sobre as mulheres no jornalismo em abril de 1887. O artigo continha história, práticas de jornalismo e conselhos, incluindo um aviso de que o jornalismo era um campo aberto para as mulheres, mas as mulheres deveriam evitar derramar lágrimas facilmente e parecerem fracas.
Tarbell recusou-se a ser uma "menina contratada" e decidiu se demitir por conta própria após uma briga com Theodore Flood. Ela seguiria a filosofia do pai de que era melhor trabalhar por conta própria do que sob a tutela de outra pessoa. Assim, ela passou a pesquisar mulheres importantes da história como Germaine de Staël e Madame Roland em busca de inspiração e como objeto de escrita. A verdadeira razão para o desentendimento com Flood permanece um mistério, mas uma das razões pode ter sido a colocação do nome de seu filho no cabeçalho da publicação acima do nome de Tarbell em seus artigos. Outra teoria era de que sua família tinha motivos para se vingar dele.

## 1890: Paris
Deixando a segurança da The Chautauquan, Tarbell mudou-se para Paris em 1891 aos 34 anos para trabalhar. Ela morava na Rue du Sommerard, onde dividia um apartamento com outras três colegas da revista. O apartamento ficava a alguns quarteirões do Panteão, da Catedral de Notre-Dame de Paris e da Sorbonne. Era um momento empolgante para se morar em Paris já que a Torre Eiffel tinha sido recentemente construída, em 1889.
Tarbell e as amigas adoravam a arte impressionista, incluindo os trabalhos de Degas, Monet, Manet e Van Gogh. Ela também frequentava o show de Can-can no Moulin Rouge. Sua vida social era agitada em Paris. Ela e suas colegas de apartamento abrigaram um salão de idiomas onde falantes de inglês e francês puderam se reunir e praticar suas habilidades no idioma não nativo. Sua senhoria, Madame Bonnet, organizava jantares semanais para as mulheres e seus outros inquilinos. Esses inquilinos incluíam jovens do Egito, e entre eles estava o príncipe Said Toussoum, um primo do governante egípcio. Tarbell conheceu e teve um possível romance com Charles Downer Hazen, um futuro historiador francês e professor do Smith College.
Tarbell decidiu fazer sua carreira como escritora em Paris. Ela se sustentou escrevendo para vários jornais americanos, incluindo o Pittsburgh Dispatch, o Cincinnati Times-Star e o Chicago Tribune. Todo esse trabalho, junto com uma tutoria particular, ajudou Tarbell enquanto ela trabalhava em sua primeira biografia, um livro sobre Madame Roland, a influente dona de salão durante a Revolução Francesa. Sua intenção era resgatar o nome de várias mulheres esquecidas pela história. Sua pesquisa a levou a conhecer Leon Marillier, um descendente de Roland que lhe concedeu acesso às cartas de Roland e outros papéis de família. Mariller também convidou Tarbell para visitar a propriedade de Roland Country, Le Clos.
Tarbell continuou sua educação em Paris e também aprendeu técnicas investigativas e de pesquisa usadas por historiadores franceses. Tarbell assistiu a palestras na Sorbonne, incluindo algumas sobre a história da Revolução Francesa, literatura do século XVIII e a pintura de período. Foi com os historiadores franceses que ela aorendeu como apresentar evidências em um estilo claro e convincente.
O que Tarbell descobriu sobre Madame Roland mudou sua própria visão de mundo. Ela começou a biografia com admiração por Roland, mas ficou desiludida à medida que pesquisava e aprendia mais. Tarbell determinou que Roland, que seguia o exemplo de seu marido, não era a pensadora independente que ela havia imaginado e era cúmplice na criação de uma atmosfera onde a violência levara ao terror e à sua própria execução.
Foi durante sua estadia em Paris que ela ficou sabendo sobre o suicídio do sócio de seu pai, que o deixou com várias dívidas. Em julho de 1892, ela soube por um jornal norte-americano que Titusville tinha sido totalmente destruída por uma inundação e incêndios. Cerca de 150 pessoas morreram e ela temeu que sua família estivesse entre as vítimas. O rio Oil Creek tinha transbordado e material inflamável na água acabou entrando em combustão e explodiu. A casa da família, felizmente, não sofreu danos. Tarbel apenas ficou tranquila após receber um telegrama com apenas uma palvra: Salvos!.

## Morte
Ida Tarbell morreu em 6 de janeiro de 1944, no Hospital de Bridgeport, aos 86 anos, devido a uma pneumonia. Ela estava internada desde dezembro de 1943. Ida foi sepultada no Cemitério Woodlawn, em Titusville, na Pensilvânia.